# Duomo di Napoli
La Cattedrale Metropolitana di Santa Maria Assunta è il duomo di Napoli, in Campania, sede vescovile dell'arcidiocesi della città di Napoli. È monumento nazionale italiano.
Sorge lungo il lato est della via omonima, in una piazzetta contornata da portici, e ingloba a mo' di cappelle laterali altri due edifici di culto sorti autonomamente rispetto alla cattedrale: la basilica di Santa Restituta, che custodisce il battistero più antico d'Occidente, quello di San Giovanni in Fonte, e la reale cappella del Tesoro di san Gennaro, che conserva le reliquie del santo patrono della città.
Si tratta di una delle più importanti e grandi chiese della città, sia da un punto di vista artistico, essa è di fatto la sovrapposizione di più stili che vanno dal gotico puro del Trecento fino al neogotico ottocentesco, che sotto un profilo culturale, ospitando infatti tre volte l'anno il rito dello scioglimento del sangue di san Gennaro.

## Storia

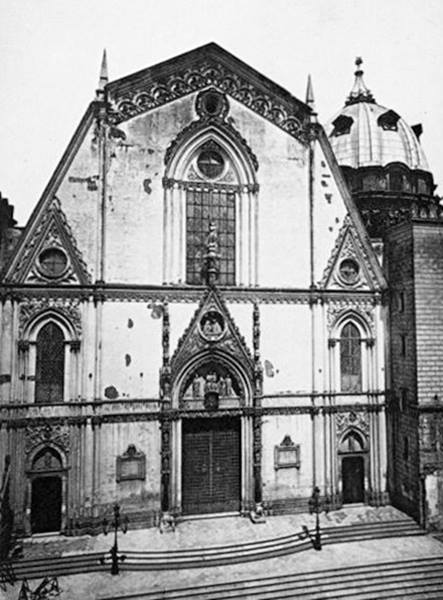
Il Duomo nel 1860, prima della realizzazione della facciata progettata da Alvino

Le più antiche fonti agiografiche, non anteriori al IX secolo, attribuiscono la fondazione della Chiesa di Napoli a San Pietro. La presenza di una comunità cristiana nel II secolo, è attestata con certezza dalle testimonianze archeologiche del complesso catacombale di Capodimonte. 
Secondo la Cronaca di Partenope, risalente al XIV secolo, nell'area in cui insiste il complesso religioso sorse l'oratorio di Santa Maria del Principio dove Aspreno, il primo vescovo della città databile al I secolo, decise di insediare l'episcopato di Napoli. A partire dal IV secolo nacquero diversi edifici di culto nell'insula episcopale e tra queste si ricordano la basilica di Santa Restituta, edificata nel 334 dal vescovo Zosimo sulle rovine del preesistente tempio di Apollo, il battistero di San Giovanni in Fonte e diverse cappelle annesse come quelle di San Lorenzo, Sant'Andrea e Santo Stefano.
Nel XIII secolo (più precisamente sotto Carlo II a partire dal 1290) fu iniziata la costruzione dell'edificio sacro inglobando le precedenti strutture paleocristiane del battistero e della primitiva basilica; la costruzione della cattedrale comportò anche la demolizione di altre strutture, come la basilica Stefania, voluta dall'arcivescovo Stefano I (fine del V secolo - inizi del VI) e rimaneggiata dopo un incendio dall'arcivescovo Stefano II (seconda metà dell'VIII secolo), il cui quadriportico è visibile nel palazzo arcivescovile. La struttura era stata decorata con mosaici e panni dipinti, collocati negli intercolumini delle navate dall'arcivescovo Attanasio I (849-872).
Per la progettazione e la costruzione della nuova chiesa, per volontà del re Carlo II di Napoli e d'intesa con l'arcivescovo Giacomo da Viterbo, che aveva sollecitato al sovrano tale opera, vennero chiamati architetti di estrazione francese. La seconda parte del cantiere fu eseguita da maestranze locali o italiane: le fonti indicano Masuccio I, Giovanni e Nicola Pisano. La cattedrale fu completata sotto il regno di Roberto d'Angiò nel 1313 e nel 1314 fu solennemente dedicata all'Assunta, ad opera dell'allora arcivescovo Umberto d'Ormonte. Nel 1322 il cardinale Filomarino disfece la grande statua equestre in bronzo posta da secoli nello slargo antistante la Stefania. Egli mal sopportava le credenze e le superstizioni esistenti attorno a quella scultura, della quale si diceva fosse stata scolpita da Virgilio con una stregoneria e che avesse il potere di guarire i cavalli malati. Venne quindi fusa per farne campane per la cattedrale.
Durante il terremoto del 1349 crollarono il campanile e la facciata, che venne ricostruita agli inizi del XV secolo in stile gotico. Nel 1456, un altro terremoto danneggiò gravemente la cattedrale, facendo crollare alcune parti della navata, che in seguito fu però ricostruita.

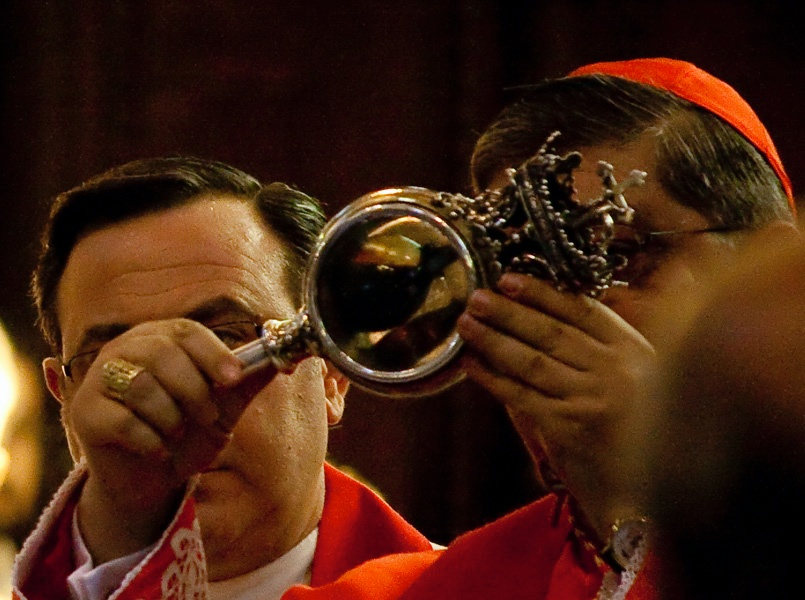
Il cardinale Crescenzio Sepe durante il rito dello scioglimento del sangue di san Gennaro

Tra il 1497 e il 1508 fu realizzata come cripta la cappella del Succorpo, con decorazioni di Tommaso Malvito. In seguito al voto fatto dai partenopei al santo Gennaro durante la pestilenza del 1526, Francesco Grimaldi innalzò in segno di sua devozione, di fronte alla basilica di Santa Restituta, la reale cappella del Tesoro. Nel 1621 il tetto a capriate venne coperto da un cassettonato in legno. Il 28 aprile 1644 la dedica all'Assunta fu confermata nella consacrazione della chiesa, avvenuta ad opera del cardinale Ascanio Filomarino, arcivescovo dell'epoca.
Nel 1688 e nel 1732 furono ricostruite le parti più danneggiate dai terremoti e nella seconda metà del Seicento, si ebbero gli interventi barocchi nelle cappelle, arricchite da decorazioni marmoree e in stucco. Nel 1732 vennero ricostruiti l'abside e i transetti.
Nel 1788 un ulteriore restauro apportò modifiche alla navata, trasformata secondo un revival gotico con influssi settecenteschi. Con l'allargamento di via Duomo nel 1868 su progetto di Francesconi e Cangiano si costruisce un porticato simmetrico ad angolo sui due lati del largo prospiciente la facciata. Nel 1876 venne bandito un concorso per la facciata del Duomo, vinto da Errico Alvino: i lavori del nuovo prospetto neogotico, iniziati nel 1877, si conclusero nel 1905.
Durante la seconda guerra mondiale i bombardamenti alleati danneggiarono le strutture e pertanto, tra il 1969 e il 1972, vennero effettuati restauri e consolidamenti strutturali all'intero edificio. Durante i lavori vennero portati alla luce resti archeologici romani, greci e alto-medievali oggi opportunamente fruibili e con reperti raccolti e organizzati. Uno dei più recenti restauri è stato apportato alla cappella del Succorpo e ha permesso il recupero del cassettonato marmoreo del Cinquecento.

## Descrizione

### Planimetria
Facciata

 Portali d'ingresso di Baboccio da Piperno e Tino di Camaino

 Interno

 Volta a cassettoni e dipinti seicenteschi -  Dipinti e tondi di Luca Giordano

 Controfacciata - Sepolcri di Carlo I, Carlo Martello e Clemenza d'Asburgo

 Acquasantiera

 Busti dei vescovi di Napoli (XVII-XVIII secolo)

 Organi del duomo -  Baldacchino gotico (sx) e Pulpito di Annibale Caccavello (dx)

 Cappella Filomarino

 Cappella di San Teodoro

 Basilica di Santa Restituta

 Cappella Brancaccio

 Cappella di Santa Maria Maddalena

 Scavi archeologici del duomo

 Sacrestia (Cappella di San Ludovico)

 Cenotafio di Innocenzo XII di Domenico Guidi

 Cenotafio di Innocenzo IV di Tommaso Malvito

 Cappella di San Lorenzo (San Paolo de Humbertis)

 Altare Loffredo di Bartolomeo e Pietro Ghetti

 Cappella del Salvatore Vetere e Sant'Atanasio I (Cappella Galeota o del Santissimo Sacramento)

 Abside

 Cappella del Succorpo

 Cappella di Sant'Aspreno

 Cappella Capece Minutolo

 Cappella dell'Assunta

 Cappella dell'Annunziata

 Cappella della Maddalena

 Cappella dei Santi Tiburzio e Susanna

 Cappella delle reliquie

 Reale cappella del Tesoro di san Gennaro

 Cappella del Crocefisso

 Cappella di San Nicola

 Via Duomo

 Museo del Tesoro di san Gennaro

 Piazza Sisto Riario Sforza e Obelisco di San Gennaro

 Palazzo arcivescovile

### Esterno
La facciata della cattedrale fu ricostruita più volte nel corso dei secoli: quella attuale fu rifatta in stile neogotico da Errico Alvino alla fine dell'Ottocento ed inaugurata solo nel 1905. Il progetto dell'Alvino è peraltro incompleto in quanto mancano le due torri campanarie ai lati del corpo centrale della struttura, i cui lavori furono interrotti all'altezza del basamento.
Il decoro della facciata aveva il compito di assemblare alle preesistenti strutture gotiche dei portali, risalenti ad una prima fase ricostruttiva avvenuta nel 1407, altre opere in marmo per le quali furono chiamati importanti scultori del panorama artistico di fine XIX secolo: Salvatore Cepparulo, Domenico Jollo, Alberto Ferrer, Giuseppe Lettieri, Raffaele Belliazzi, Salvatore Irdi, Michele Busciolano, Stanislao Lista e Tommaso Solari. Ai lati del finestrone centrale ci sono sculture di Francesco Jerace e Domenico Pellegrino.
La facciata presenta una struttura a salienti, con tre portali gotici e tre cuspidi, ornate da sculture in marmo, in corrispondenza di ognuna delle tre navate; in quella centrale, entro un rosone cieco, si trova la statua del Cristo Benedicente. Nel progetto di Alvino fu previsto dunque l'inserimento di opere risalenti ai lavori di rifacimento di inizio Quattrocento, infatti il portale centrale, sostenuto da leoni stilofori consumati dal tempo di Tino di Camaino, così come i due portali laterali, in stile gotico internazionale, sono pressoché originali ed eseguiti su committenza del cardinale Enrico Minutolo, appartengono allo scultore Antonio Baboccio da Piperno, che eseguì nella lunetta centrale anche le sculture dei Santi Pietro e Gennaro ed il Cardinale Minutolo adorante, ai lati della Madonna col Bambino ancora del Camaino. Nella facciata si aprono inoltre cinque finestre, anch'esse in stile gotico: due bifore nei due basamenti dei campanili, due trifore, una per ognuna delle due navate laterali, e la quadrifora nella navata centrale.
La facciata fu danneggiata durante la seconda guerra mondiale e restaurata nel 1951 (e subì anche un parziale scollamento dal corpo della chiesa in occasione del terremoto del 23 novembre 1980), ma un restauro integrale fu eseguito nel 1999; nell'occasione l'architetto Atanasio Pizzi ha realizzato il rilievo della facciata principale, del cassettonato ligneo della navata centrale e del transetto in scala 1/1.
Dei tre portali, per tradizione, quello di destra viene aperto solo in occasioni particolari, come durante le festività per san Gennaro oppure un matrimonio di un membro della famiglia Capece Minutolo.

### Interno
L'interno, con pianta a croce latina, è costituito da un'aula suddivisa in tre navate con cappelle laterali; le tre navate sono separate da una sequenza di otto pilastri per lato, in cui sono incorporati fusti di antiche colonne romane, sulle quali poggiano gli archi ogivali, decorati a stucco e marmo.
La navata centrale, lunga circa 100 m ed alta circa 35 m, è coperta dal ricco soffitto a cassettoni secentesco intagliato e dorato che ospita cinque tele raffiguranti l'Adorazione dei pastori di Giovanni Balducci, l'Adorazione dei Magi di Giovanni Vincenzo da Forlì, la Circoncisione di Flaminio Allegrini e l'Annunciazione e Presentazione al Tempio di Girolamo Imparato. Sulle pareti della navata ci sono dipinti di Luca Giordano raffiguranti Apostoli e Dottori della Chiesa, sulla fascia superiore, ed i Santi patroni di Napoli nei clipei della fascia inferiore. Sui sedici pilastri, invece, sono sistemate le edicole con i busti dei primi sedici vescovi della città, scolpiti tra il Seicento e il Settecento.
Sulla controfacciata sono collocati i sepolcri di Carlo I d'Angiò, re di Napoli, di Carlo Martello d'Angiò, re titolare d'Ungheria, e di sua moglie Clemenza d'Asburgo, commissionati dal viceré Enrique de Guzmán a Domenico Fontana nel 1599 in sostituzione degli originali trecenteschi andati distrutti a metà del Cinquecento.
Sotto l'arcata di ogni lato più prossima al transetto si trovano le due cantorie lignee barocche ospitanti gli organi con, sotto la cantoria di destra, un pulpito barocco con Predicazione di Gesù attribuito ad Annibale Caccavello, sotto quella di sinistra, il baldacchino gotico della cattedra episcopale dell'ultimo quarto del Trecento, in parte danneggiato nel XVII secolo con la costruzione della soprastante cantoria. Gli organi del duomo sono due. Quello maggiore, che si articola in tre corpi, uno nel transetto di destra e due contrapposti al termine della navata centrale, è stato costruito da Giuseppe Ruffatti nel 1974 (l'attuale conformazione risale al radicale intervento di restauro del 2009 condotto da Ponziano Bevilacqua). A trasmissione elettrica, dispone di 85 registri per un totale di oltre 5000 canne; la consolle, mobile indipendente, ha tre tastiere e pedaliera. L'organo corale è invece costituito dal corpo dell'organo maggiore che è situato nel transetto; dispone di una propria consolle a trasmissione meccanica, con due tastiere e pedaliera, ed è composto da 19 registri per un totale di circa 1000 canne.
Nell'intercolunnio fra la navata centrale e la prima campata della navata di sinistra, invece, è il fonte battesimale in parte di provenienza ellenistica (la vasca nella parte inferiore) e in parte barocco (datato 1618, nella parte superiore) in bronzo e in marmi policromi. La stessa campata, inoltre, è l'unica che mantiene tuttora il suo aspetto gotico originario.

#### Navate laterali
Il duomo ospita nelle navate laterali dieci cappelle (cinque per lato) ed altari che testimoniano l'evoluzione scultorea e pittorica della città, dal XIII secolo al XIX.

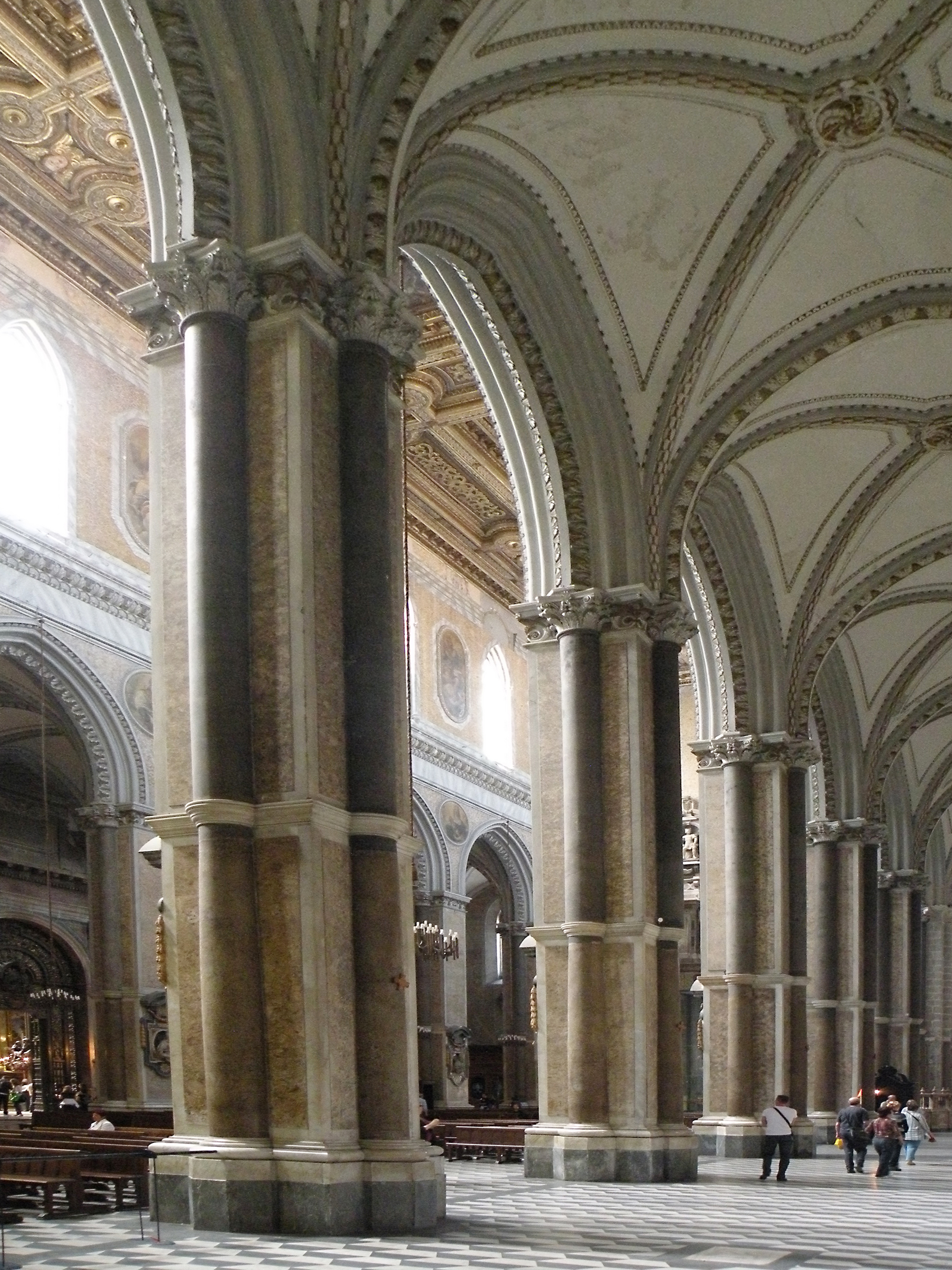
Scorcio delle tre navate

#### Navata sinistra

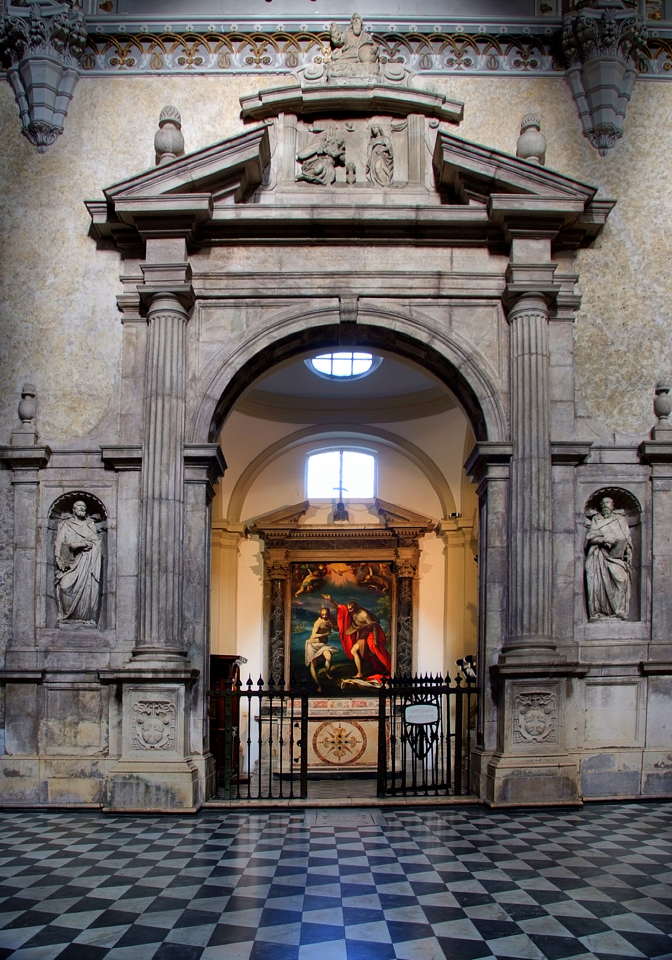
Cappella Brancaccio

La navata di sinistra vede, oltre alle cappelle laterali, succedersi monumenti funebri, sculture ed altari posti lungo la parete. Tra le cappelle più importanti si ricordano la seconda, cappella sepolcrale della famiglia Teodoro, ricordata nell'epigrafe sull'arcone classicheggiante che la incornicia, con sculture attribuite a Bartolomé Ordóñez, fra cui il paliotto con la Deposizione, e la pala d'altare manierista del senese Marco Pino con l'Incredulità di san Tommaso (1543).
La terza cappella di sinistra vede addossati alle pareti ai lati del portale d'ingresso il sepolcro del cardinale Alfonso Gesualdo di Michelangelo Naccherino e Tommaso Montani e il sepolcro del cardinale Alfonso Carafa, nipote di Papa Paolo IV, di ignoto autore e, più prossimi allo stesso portale della cappella, i cenotafi di tre esponenti Filomarino eseguiti da Giulio Mencaglia e Giuliano Finelli e dal Sepolcro di Andrea d'Ungheria di ignoto autore napoletano.
Segue l'ingresso alla più antica basilica di Napoli essendo stata eretta nel IV secolo. La basilica di Santa Restituta è un esempio di architettura paleocristiana; si presenta con un'aula a tre navate divise da colonne di spoglio. L'edificio è stato modificato nel Seicento a causa di un terremoto e vi sono stati aggiunti stucchi e affreschi diretti da Arcangelo Guglielmelli. Qui sono conservate opere di Luca Giordano e varie sculture trecentesche; dalla basilica si accede inoltre al battistero di San Giovanni in Fonte.
La quarta, Cappella Brancaccio, vede i lavori di progettazione eseguiti da Giovanni Antonio Dosio alla fine del Cinquecento a cui hanno lavorato gli scultori Pietro Bernini e Girolamo D'Auria eseguendo il primo le sculture di San Pietro e San Paolo poste ai lati dell'ingresso marmoreo, mentre il secondo una Annunciazione in mezzorilievo e il Padre eterno collocati sul timpano; la pala d'altare sul Battesimo di Gesù è invece del manierista Francesco Curia.
La quinta cappella vede invece una scultura su San Gennaro datata 1735 di Domenico Antonio Vaccaro, già nella cappella del Succorpo, mentre successiva ad essa, in fondo alla navata e prima del transetto, si apre l'accesso agli scavi archeologici del duomo.

#### Navata destra

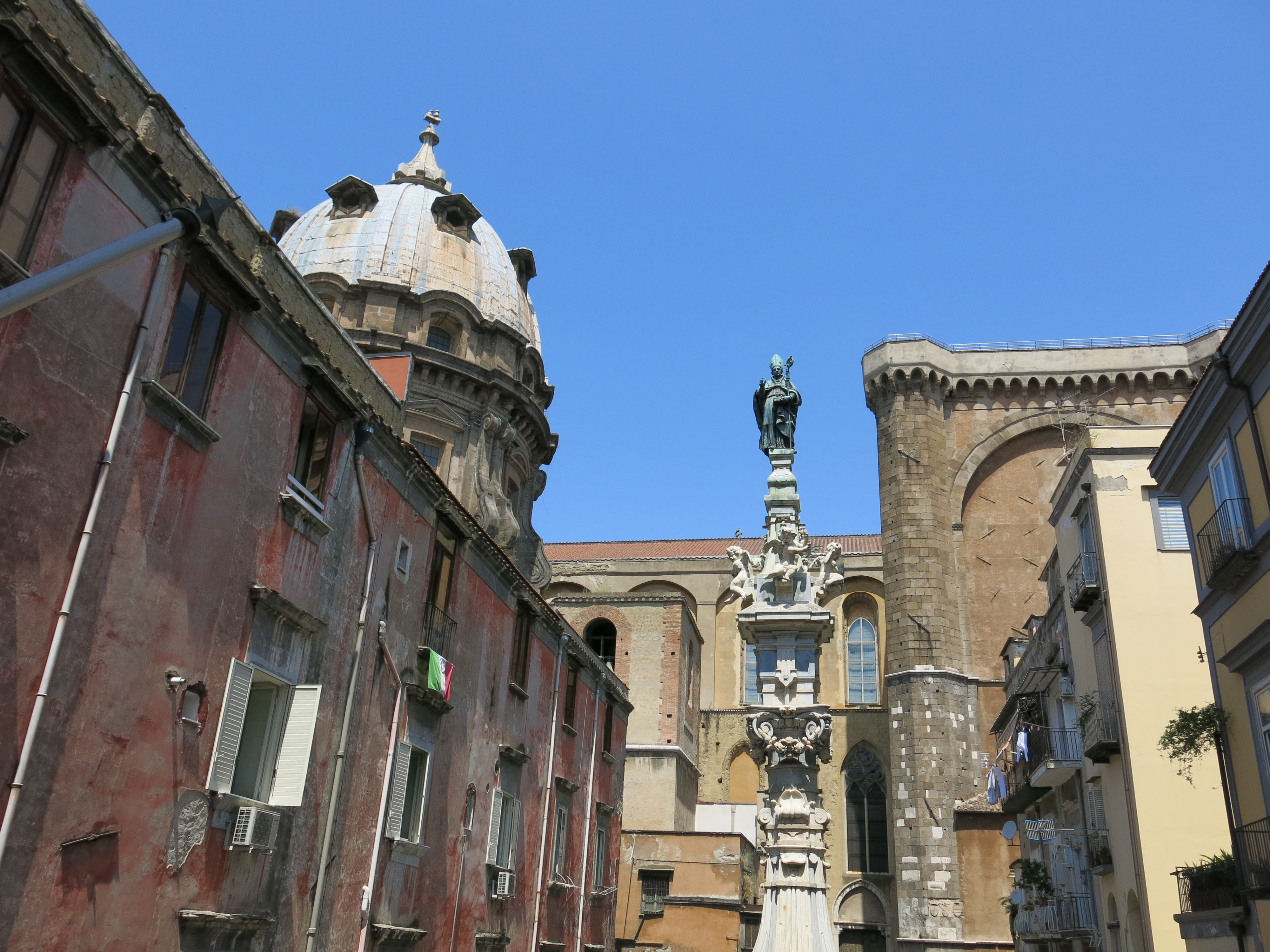
Il duomo con il campanile e la cappella di san Gennaro a destra visti dalla piazza Sisto Riario Sforza

La navata di destra si caratterizza anch'essa dalla presenza di cinque cappelle e di diversi altari e monumenti funebri lungo le pareti. La prima cappella è dedicata a San Nicola e presenta un'opera pittorica sul santo di fine Seicento compiuta da Paolo De Matteis. La cappella presenta monumenti funebri dell'arcivescovo Matteo de Gennaro e di Marcantonio de Gennaro. La seconda cappella, del Crocefisso, ospita monumenti del Fanzago, due dipinti del Settecento di Michele Foschini (già in Santa Maria la Nova) e due monumenti sepolcrali alla famiglia Caracciolo di Tino di Camaino; sulla parete principale infine insiste un crocifisso ligneo databile al XII secolo. Anche per la navata destra, così come per la sinistra, la terza cappella costituisce un grande luogo a sé stante, nato da un ente (Deputazione) rappresentante il popolo napoletano, e non appartenendo di fatto alla giurisdizione della Curia vescovile. La reale cappella del Tesoro di san Gennaro è un esempio di architettura barocca napoletana nonché fulcro della pittura emiliana a Napoli. Fu progettata dal frate Francesco Grimaldi che terminò la costruzione nel 1646 e sostituì tre precedenti cappelle delle famiglie Filomarino, Capece e Cavaselice. Ai lati dell'ingresso ci sono sculture di Giuliano Finelli dei santi Pietro e Paolo, mentre il cancello in ottone venne ideato da Cosimo Fanzago, che realizzò, inoltre, il busto bifronte di San Gennaro che ne decora la parte superiore ed il pavimento in marmi della cappella. Nell'interno, a croce greca, sono presenti opere in pittura di Giovanni Lanfranco, Domenichino e Jusepe de Ribera; l'antico busto reliquiario di san Gennaro del 1305 è di scuola francese mentre Dionisio Lazzari vi eseguì un lavamano marmoreo e Giovan Domenico Vinaccia un paliotto d'argento. Alle spalle dell'altare di destra della cappella si apre infine un passaggio che conduce alla sacrestia e alla cappella della Conciliazione, fruibili attraverso il percorso del Museo del Tesoro di san Gennaro. La quarta cappella è chiamata delle Reliquie perché ospita tutte le reliquie della città appartenenti ad enti religiosi soppressi (in essa si conserva anche una reliquia del dente di san Cesario di Terracina, il santo tutelare degli imperatori, scelto per sostituire e cristianizzare il culto del primo imperatore Cesare Ottaviano Augusto e dei divi Cesari a Napoli); la pala d'altare è invece di Andrea Malinconico. La quinta cappella è infine dedicata ai Santi Tiburzio e Susanna e vede dominare al suo interno il grande monumento funebre al cardinale Francesco Carbone, eseguito nel 1405 da Baboccio da Piperno.

#### Transetto
Il transetto, più alto rispetto alla navata centrale, è stato fortemente modificato durante i restauri del XIX secolo, che gli hanno donato l'attuale veste neogotico-barocca. Anch'esso è coperto dal soffitto a cassettoni ligneo e dorato seicentesco con dipinti del Forlì con Apparizione di Gesù a Maria, del Balducci con Risurrezione e Pentecoste, Apparizione di Gesù agli apostoli e Incoronazione di Maria attribuiti ad artisti locali di scuola tardo manierista. Lungo le pareti, inoltre, continuano le figure dei Santi patroni di Napoli di Luca Giordano iniziate nella navata centrale, completate in due scene da Francesco Solimena.

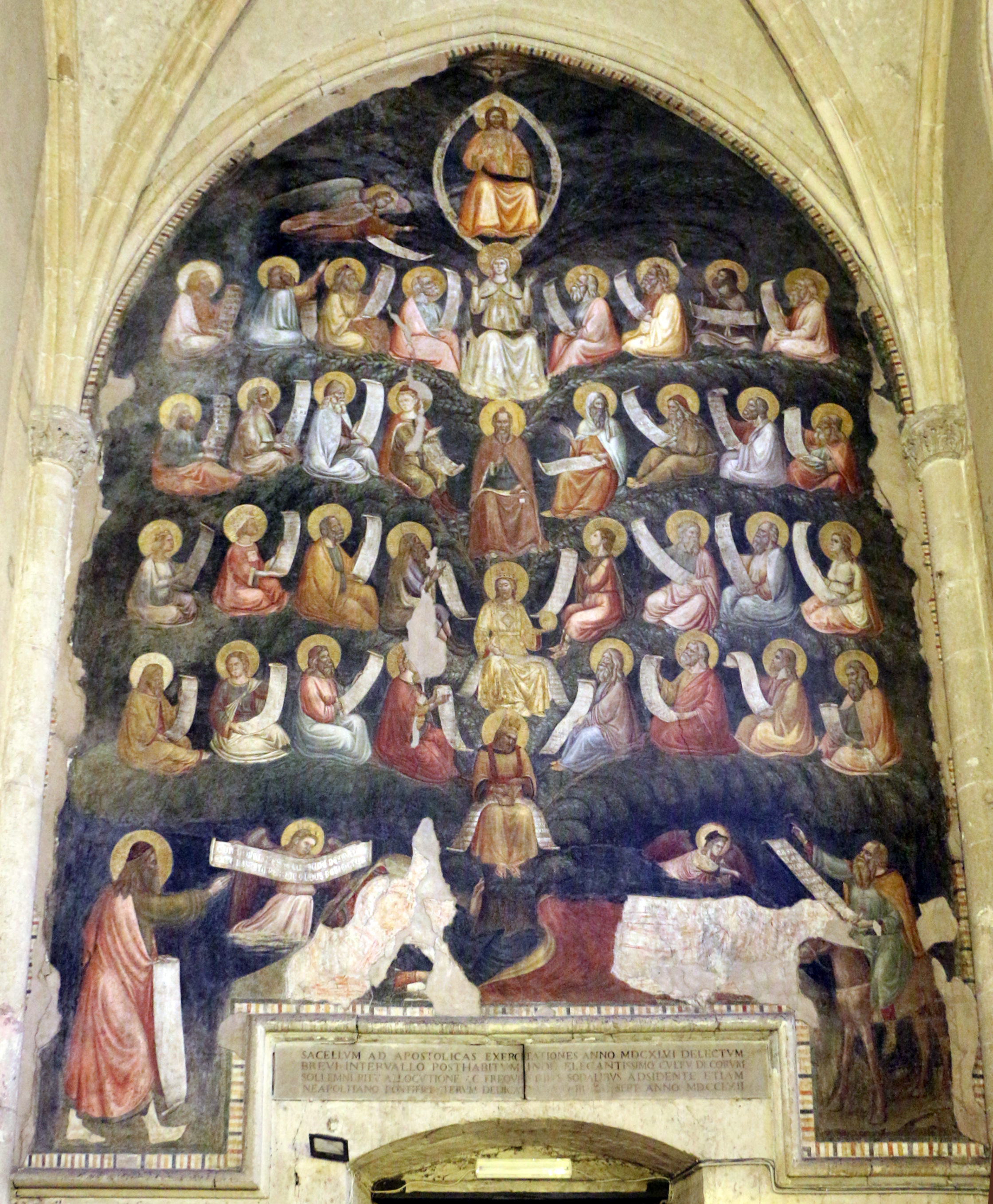
Cappella degli illustrissimi: Albero di Jesse, Lello da Orvieto

Nel transetto si aprono otto cappelle laterali, quattro lungo la parete presbiteriale (due per lato) e quattro sulle pareti frontali (una a sinistra e tre a destra).

#### Transetto sinistro
A sinistra ci sono la cappella Galeota (o del Santissimo Sacramento), di fianco all'abside, decorata da monumenti funebri alla famiglia Galeota di Cosimo Fanzago e Lorenzo Vaccaro, da un dipinto di Andrea De Lione, mentre la cinquecentesca pala d'altare con la Madonna col Bambino e Rubino Galeota è di Pietro Befulco.
La seconda cappella sul lato presbiteriale, separata dalla precedente dall'Altare Loffredo di Bartolomeo e Pietro Ghetti del 1689, è di San Lorenzo (o degli illustrissimi, già di san Pietro), commissionata dall'arcivescovo Umberto d'Ormonte intorno al secondo decennio del Trecento ed alle cui pareti ci sono resti di affresschi attribuiti a Lello da Orvieto, con in particolare un pressoché intatto Albero della vita (o di Jesse) posto sulla controfacciata.
Nella parete di fondo del transetto, a destra c'è il sepolcro di Papa Innocenzo IV, di Tommaso Malvito, che scolpì anche il bassorilievo soprastante con la Madonna col Bambino, nella parete di sinistra invece il Cenotafio di Innocenzo XII di Domenico Guidi del 1686 e più in alto invece sono collocate le portelle dipinte dei due organi barocchi, opera di Giorgio Vasari, che raffigurano rispettivamente la Natività a sinistra ed i Sette patroni di Napoli a destra; queste portelle chiudevano originariamente i due organi del 1549 e del 1652, in seguito spostati nella chiesa di Santa Maria la Nova senza le ante di chiusura.

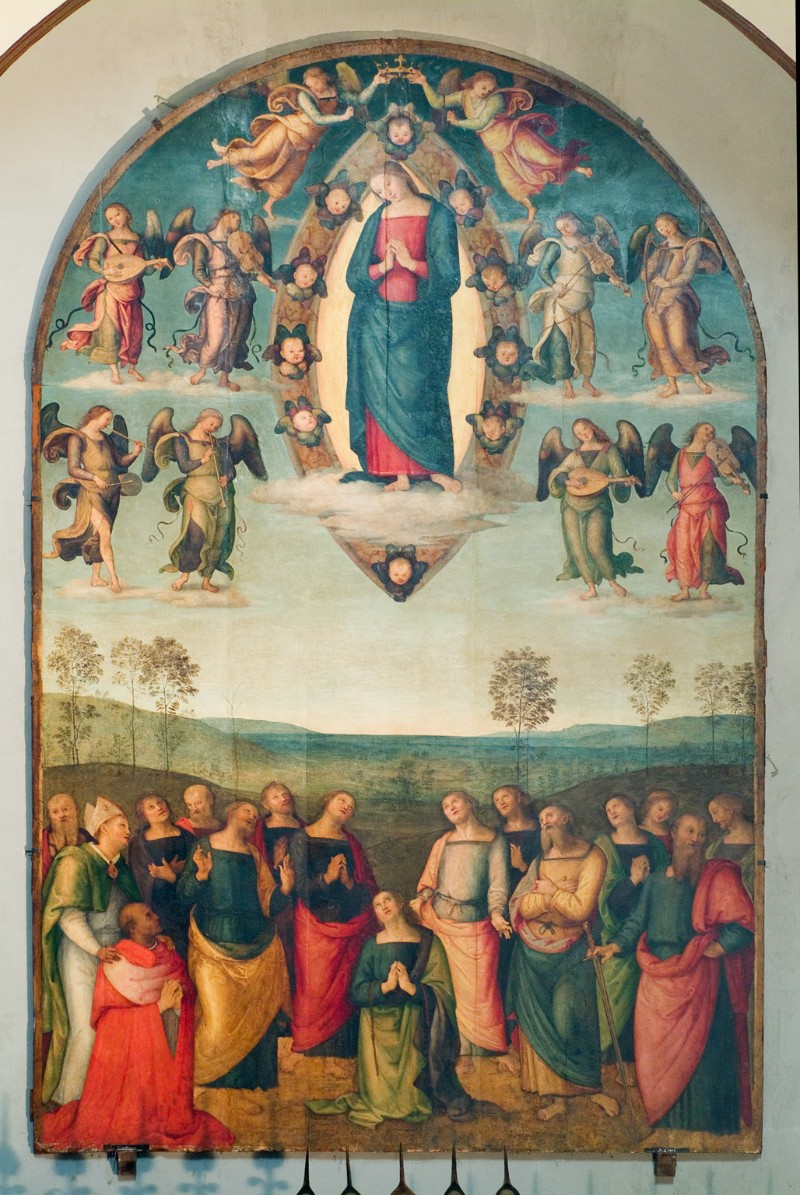
Perugino, Assunzione della Madonna con il cardinale Oliviero Carafa orante (1506),

L'unica cappella che si apre sulla parete frontale del transetto è la sacrestia, in origine nata come cappella di San Ludovico, accessibile con ingresso indipendente che dava sul cortile interno del palazzo arcivescovile. Adibita a sacrestia a partire dal 1581, fu restaurata nel XVIII secolo in stile barocco da Filippo Buonocore. Attualmente si presenta a navata unica coperta con volta a padiglione, al centro della quale si trova il dipinto San Gennaro prega la Trinità di Santolo Cirillo. Le pareti, invece, sono decorate da stucchi e dai clipei affrescati che raffigurano gli arcivescovi di Napoli, opera di Alessandro Viola. In una teca, è custodito un Crocifisso in avorio del Seicento; infine, sono presenti tele di Aniello Falcone e Giovanni Balducci.

#### Transetto destro
Il transetto destro è costituito, partendo dall'abside in senso orario, dalle cappelle di Sant'Aspreno e da quella Capece Minutolo (già di San Paolo) poste sulla parete presbiteriale, e dalle cappelle dell'Assunta, dell'Annunziata e della Maddalena in quella frontale. Quest'ultima vede al suo interno una Maddalena in pittura di Nicola Vaccaro, mentre accanto ad essa è il Sepolcro dell'arcivescovo Antonino Sersale di Giuseppe Sanmartino; quella dell'Annunziata offre tracce di affreschi quattrocenteschi ed una Annunziata di Nicola Maria Rossi; la terza delle tre frontali, adiacente a quella Minutolo, espone invece la pala dell'Assunzione del Perugino, ordinata dal cardinale Oliviero Carafa, che vi è ritratto in posizione di orante, originariamente collocata sull'altare maggiore ed ora in una nicchia della cappella.
Sul lato presbiteriale è la cappella Capece Minutolo, all'angolo del transetto, che risulta essere quella che nel duomo meglio ha conservato l'impianto gotico originale trecentesco, vede cicli di affreschi di Montano d'Arezzo e sepolcri gotici di esponenti clericali dei Minutolo della scuola romana.
La cappella di Sant'Aspreno (o Tocco di Montemiletto), la prima a destra dell'abside, presenta infine un monumento funebre di un componente della famiglia Tocco del Malvito di inizio Cinquecento, affreschi di Agostino Tesauro dello stesso secolo su Storie di sant'Aspreno e sullo zoccolo affreschi di Pietro Cavallini.

#### Presbiterio e abside

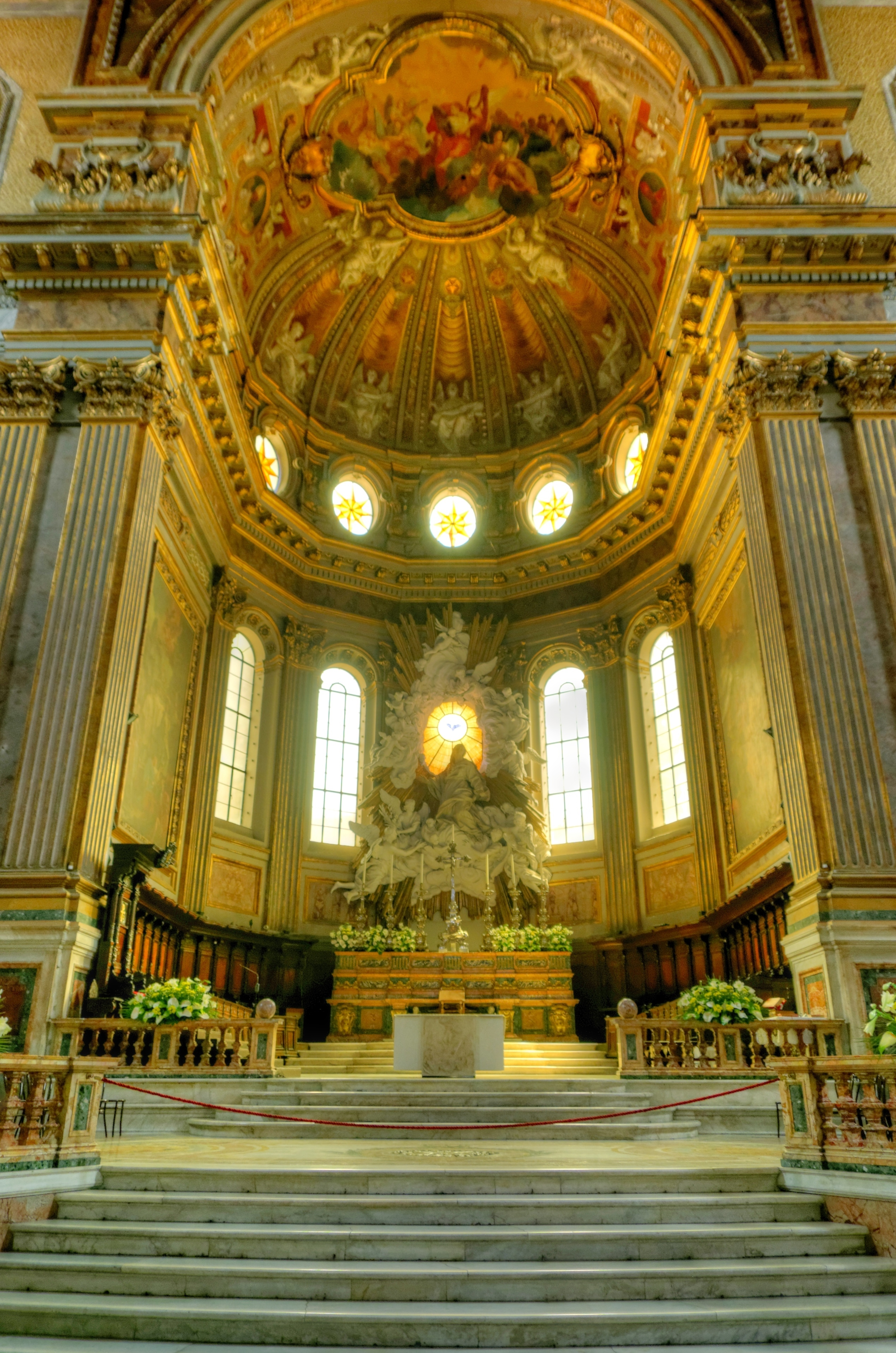
La zona absidale

L'abside della cattedrale, come si presenta attualmente, è frutto dei rimaneggiamenti cinquecenteschi e settecenteschi apportati all'originaria struttura poligonale gotica. Nei restauri condotti dall'architetto senese (ma di scuola romana) Paolo Posi a partire dal 1714, la volta fu abbassata e il presbiterio allungato sino ad occupare parte del transetto; l'altare maggiore, nel quale sono custodite le reliquie dei santi Agrippino, Acuzio ed Eutiche, è sovrastato dalla scultura raffigurante l'Assunta, di Pietro Bracci (scultore noto per il gruppo statuario al centro della fontana di Trevi), realizzata nel 1739 e chiaramente ispirata alla berniniana cattedra di San Pietro, e dall'antico Crocifisso duecentesco.
Lungo tutto il perimetro interno dell'abside sono disposti gli stalli lignei del coro, di Marc'Antonio Ferraro. Il presbiterio è situato su due livelli e delimitato da balaustre barocche in marmi policromi. Agli estremi della parte inferiore, in cui trova luogo l'ambone, sono due colonne in diaspro rosso; al centro di quella superiore, invece, il moderno altare maggiore, consacrato il 27 aprile 2012 e costituito da un blocco di marmo bianco decorato da due bassorilievi, quello sul lato anteriore raffigurante Cristo risorto, di un anonimo scultore del XVIII secolo, quello sul lato posteriore con la Deposizione di san Gennaro, di Giandomenico Vaccarosco.
La volta e la parete absidale destra vedono affreschi di Stefano Pozzi, mentre la parete sinistra è decorata da cicli sulla Traslazione delle reliquie dei santi Acuzio ed Eutiche da Pozzuoli a Napoli di Corrado Giaquinto.
In prossimità della balaustra, pressoché al centro del transetto, tramite una doppia rampa di scale a scendere si accede alla cappella del Succorpo, posta questa in linea d'aria al dì sotto della zona absidale. La cappella risulta essere un esempio di architettura rinascimentale databile tra la fine del Quattrocento e l'inizio del Cinquecento. Alcuni studiosi attribuiscono il progetto a Bramante, che si sarebbe recato in città su invito di Oliviero Carafa, in ottimi rapporti con il cardinale, mentre da dati più certi risulta che venne realizzata dallo scultore lombardo Tommaso Malvito. La cappella è suddivisa in tre navate da colonne marmoree: al centro c'è la scultura marmorea di Oliviero Carafa orante mentre il soffitto cassettonato, anch'esso in marmo, è impreziosito da sedici bassorilievi che figurano i busti di santi napoletani, dei dottori della chiesa, dei quattro evangelisti e della Madonna col Bambino.

## Palazzo arcivescovile
Un primo palazzo fu eretto per volere di Enrico Minutolo intorno ai primi anni del Quattrocento. Questo si sviluppava dietro al duomo e sul suo lato destro, fino a via Sedil Capuano, su cui era l'ingresso principale in stile gotico.
Dopo alcuni lavori di ristrutturazione avviati nei primi anni del Seicento dal cardinale Decio Carafa, si arriva intorno alla metà dello stesso secolo quando, per volontà del cardinale Ascanio Filomarino e su disegno dell'architetto bolognese Bonaventura Presti, si avvia un allungamento longitudinale dell'edificio che lo porterà a svilupparsi sul lato sinistro del duomo, fino al largo Donnaregina, su cui insisterà quella che è ancora l'odierna facciata principale. Qui si aprono tre portali, di fronte alla chiesa di Santa Maria Donnaregina Nuova; quello di sinistra, che conduce agli uffici della Curia ed all'entrata settentrionale del duomo, è caratterizzato nella parte superiore da una scultura su San Gennaro di Giulio Mencaglia.
L'interno vede alcuni resti archeologici, come le diverse colonne ed archi probabilmente risalenti all'antica chiesa di San Lorenzo ad Fontes, databili intorno al V secolo, le lastre marmoree del calendario napoletano del IX secolo e rilievi del XII secolo. Infine, affreschi e fregi di Giovanni Lanfranco decorano alcune sale.

## Scavi archeologici
Scesi nei sotterranei della basilica di Santa Restituta, ci si trova di fronte a un muro greco, appartenente al tempio di Apollo, in opus reticolatum, che si sovrappone a dei massi in tufo giallo appartenenti al IV e V secolo, probabilmente appartenenti a un tempio pagano.
Sotto l'abside di santa Restituita, durante i lavori di sottofondazione, fu trovato il peristilio di una domus tardo imperiale il cui canale di scolo del peristilio è ancora evidente, anche se negli anni successivi questa struttura ha subito modificazioni così come tutta la domus.
A ridosso di quest'area si sviluppa un tratto di acquedotto di età romana, nato successivamente alla fondazione della città; emerge in questo sito un tratto di strada greca con un piano inclinato che raggiunge una strada a quota differente e proprio al lato di questo piano è collocato un foro per lo scolo dell'acqua piovana. Proseguendo il percorso ci si trova di fronte a resti di pavimenti antichi appartenenti alla Stefania di età paleocristiana, con tessiture più grandi rispetto a quelle del mosaico del battistero di San Giovanni in Fonte. Durante tutto il percorso scorgono pezzi di sopraelevazioni di opere di età differente, che spesso distruggono o assorbono l'impianto preesistente.
Sotto al duomo di Napoli si trova anche una zona che doveva appartenere al cortile dell'archivio diocesano, nel quale sono collocati i resti di un'antica abside con un paramento musivo raffigurante un cantharos databile intorno al VI secolo, eretto dal vescovo Vincenzo (il cui nome è stato ritrovato su una targa).
Si trova anche una successione di ambienti uguali adibiti a cisterne, realizzate con un intonaco a cocciopesto che rendeva le pareti pressoché impermeabili. Le stesse cisterne sono inoltre coperte da volte concrezionali rivestite in malta e presentano diverse scale che servivano ad accedervi nel momento in cui veniva effettuata la pulizia periodica. In una cisterna, infine, è ancora visibile l'arco di scarico e una volta concrezionale con i fori delle travi traverse che reggevano l'impalcatura.